# Mores
Mores é uma comuna italiana da região da Sardenha, província de Sassari, com cerca de 2.067 habitantes. Estende-se por uma área de 95 quilômetros quadrados, tendo uma densidade populacional de 22 hab/km². Faz fronteira com Ardara, Bonnanaro, Bonorva, Ittireddu, Ozieri, Siligo, Torralba.

## Demografia
| Variação demográfica do município entre 1861 e 2011                               |
|                                                                                   |
| Fonte: Istituto Nazionale di Statistica (ISTAT) - Elaboração gráfica da Wikipedia |